# Rallye Finnland 2008

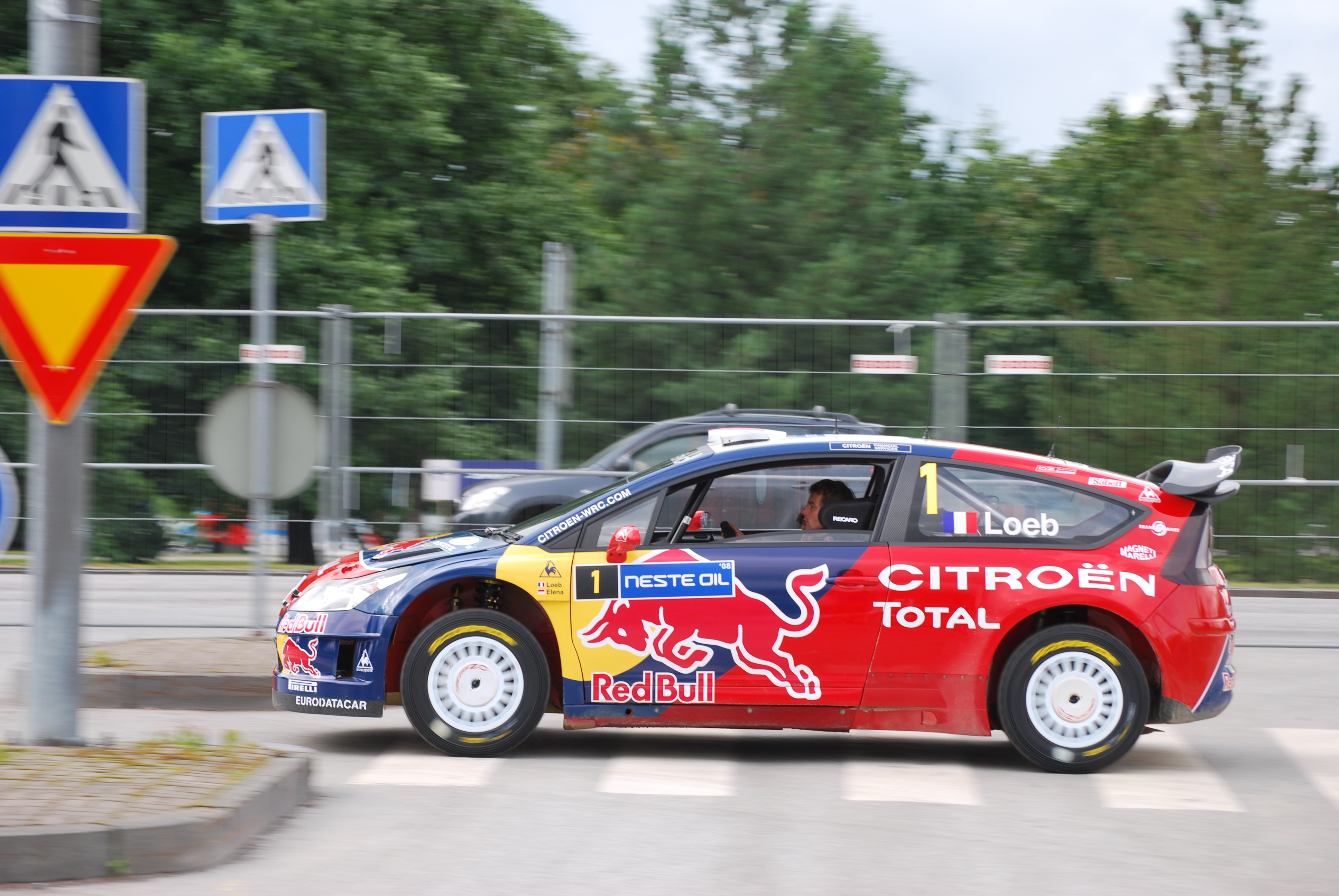
Sébastien Loeb/Daniel Elena (Citroën C4 WRC)

Die 58. Rallye Finnland war der neunte von 15 FIA-Weltmeisterschaftsläufen 2008. Die Rallye bestand aus 24 Wertungsprüfungen und wurde zwischen dem 31. Juli und dem 3. August ausgetragen.

## Klassifikationen

### Endresultat
| Pos    | Fahrer            | Co-Pilot            | Auto                           | Zeit      | Rückstand | Punkte |
| WRC    | WRC               | WRC                 | WRC                            | WRC       | WRC       | WRC    |
| ------ | ----------------- | ------------------- | ------------------------------ | --------- | --------- | ------ |
| 1      | Sébastien Loeb    | Daniel Elena        | Citroën C4 WRC                 | 2:54:05.5 | 00:00.0   | 10     |
| 2      | Mikko Hirvonen    | Jarmo Lehtinen      | Ford Focus RS WRC              | 2:54:14.5 | 00:09.0   | 8      |
| 3      | Chris Atkinson    | Stéphane Prévot     | Subaru Impreza WRC 2008        | 2:57:22.5 | 03:17.0   | 6      |
| 4      | Dani Sordo        | Marc Marti          | Citroën C4 WRC                 | 2:57:36.4 | 03:30.9   | 5      |
| 5      | Henning Solberg   | Cato Menkerud       | Ford Focus RS WRC 2007         | 2:58:03.2 | 03:57.7   | 4      |
| 6      | Petter Solberg    | Phillip Mills       | Subaru Impreza WRC             | 2:58:09.6 | 04:04.1   | 3      |
| 7      | Matti Rantanen    | Jan Lönegren        | Ford Focus RS WRC              | 3:00:16.6 | 06:11.1   | 2      |
| 8      | Toni Gardemeister | Tomi Tuominen       | Suzuki SX4 WRC                 | 3:02:24.2 | 08:18.7   | 1      |
| PWRC   |                   |                     |                                |           |           |        |
| 1 (13) | Juho Hänninen     | Mikko Markkula      | Mitsubishi Lancer Evolution IX | 3:08:38.1 | 14:32.6   | 10     |
| 2 (14) | Jussi Välimäki    | Jarkko Kalliolepo   | Mitsubishi Lancer Evolution IX | 3:11:51.7 | 17:46.2   | 8      |
| 3 (16) | Jari Ketomaa      | Miika Teiskonen     | Subaru Impreza WRX STi         | 3:13:53.6 | 19:48.1   | 6      |
| 4 (17) | Oscar Svedlund    | Björn Nilson        | Subaru Impreza WRX STi         | 3:14:40.5 | 20:35.0   | 5      |
| 5 (23) | Fumio Nutahara    | Daniel Barritt      | Mitsubishi Lancer Evolution IX | 3:21:41.6 | 27:36.1   | 4      |
| 6 (24) | Jussi Tiippana    | Marko Salminen      | Subaru Impreza WRX STi         | 3:22:01.1 | 27:55.6   | 3      |
| 7 (27) | Evgeny Aksakov    | Aleksander Kornilov | Mitsubishi Lancer Evolution IX | 3:26:10.7 | 32:05.2   | 2      |
| 8 (29) | Simone Campedelli | Danilo Fappani      | Mitsubishi Lancer Evo IX       | 3:28:26.4 | 34:20.9   | 1      |
| JWRC   |                   |                     |                                |           |           |        |
| 1 (20) | Martin Prokop     | Jan Tománek         | Citroën C2 S1600               | 3:17:52.2 | 23:46.7   | 10     |
| 2 (21) | Patrik Sandell    | Emil Axelsson       | Renault Clio S1600             | 3:18:09.7 | 24:04.2   | 8      |
| 3 (22) | Michal Kosciuszko | Maciek Szczepaniak  | Suzuki Swift S1600             | 3:19:26.9 | 25:21.4   | 6      |
| 4 (28) | Aaron Burkart     | Michael Koelbach    | Citroën C2 S1600               | 3:26:24.7 | 32:19.2   | 5      |
| 5 (30) | Shaun Gallagher   | Paul Kiely          | Citroën C2 S1600               | 3:29:36.6 | 35:31.1   | 4      |
| 6 (33) | Kevin Abbring     | Erwin Mombaerts     | Renault Clio R3                | 3:32:23.9 | 38:18.4   | 3      |
| 7 (34) | Gilles Schammel   | Renaud Jamoul       | Renault Clio R3                | 3:35:40.1 | 41:34.6   | 2      |
| 8 (40) | Hans Weijs jr.    | Hans Van Goor       | Citroën C2 R2                  | 3:40:30.9 | 46:25.4   | 1      |

### Wertungsprüfungen
| Tag                                | WP            | Name      | Länge   | Start MESZ                    | Gewinner                    | Co-Pilot                         | Auto           | Zeit    | Ø km/h | Leader         |
| ---------------------------------- | ------------- | --------- | ------- | ----------------------------- | --------------------------- | -------------------------------- | -------------- | ------- | ------ | -------------- |
| Tag 1 (31. Juli)                   | WP1           | Killeri 1 | 2,06 km | 18:45                         | Sébastien Loeb              | Daniel Elena                     | Citroën C4 WRC | 01:20.5 | 92,1   | Sébastien Loeb |
| Tag 2 (1. Aug.)                    |               |           |         |                               |                             |                                  |                |         |        | Sébastien Loeb |
| Service Paviljonki 05:30 (15 Min.) |               |           |         |                               |                             |                                  |                |         |        | Sébastien Loeb |
| WP2                                | Vellipohja 1  | 17,16 km  | 06:30   | Sébastien Loeb Mikko Hirvonen | Daniel Elena Jarmo Lehtinen | Citroën C4 WRC Ford Focus RS WRC | 08:16.9        | 124,3   |        | Sébastien Loeb |
| WP3                                | Mokkipera 1   | 11,38 km  | 07:26   | Sébastien Loeb                | Daniel Elena                | Citroën C4 WRC                   | 05:30.5        | 124,0   |        | Sébastien Loeb |
| WP4                                | Palsankyla 1  | 13,90 km  | 08:09   | Sébastien Loeb                | Daniel Elena                | Citroën C4 WRC                   | 07:12.7        | 115,6   |        | Sébastien Loeb |
| Service Paviljonki 09:32 (30 Min.) |               |           |         |                               |                             |                                  |                |         |        | Sébastien Loeb |
| WP5                                | Vellipohja 2  | 17,16 km  | 10:47   | Sébastien Loeb                | Daniel Elena                | Citroën C4 WRC                   | 08:09.9        | 126,1   |        | Sébastien Loeb |
| WP6                                | Mokkipera 2   | 11,38 km  | 11:43   | Sébastien Loeb Mikko Hirvonen | Daniel Elena Jarmo Lehtinen | Citroën C4 WRC Ford Focus RS WRC | 05:28.8        | 124,6   |        | Sébastien Loeb |
| WP7                                | Palsankyla 2  | 13,90 km  | 12:26   | Sébastien Loeb                | Daniel Elena                | Citroën C4 WRC                   | 07:07.8        | 117,0   |        | Sébastien Loeb |
| Service Paviljonki 13:49 (30 Min.) |               |           |         |                               |                             |                                  |                |         |        | Sébastien Loeb |
| WP8                                | Urria         | 12,65 km  | 15:18   | Mikko Hirvonen                | Jarmo Lehtinen              | Ford Focus RS WRC                | 06:00.5        | 126,3   |        | Sébastien Loeb |
| WP9                                | Lautapera     | 7,87 km   | 15:50   | Sébastien Loeb                | Daniel Elena                | Citroën C4 WRC                   | 03:52.4        | 121,9   |        | Sébastien Loeb |
| WP10                               | Jukojarvi     | 22,18 km  | 16:29   | Sébastien Loeb                | Daniel Elena                | Citroën C4 WRC                   | 10:37.2        | 125,3   |        | Sébastien Loeb |
| WP11                               | Killeri 2     | 2,06 km   | 19:00   | Sébastien Loeb                | Daniel Elena                | Citroën C4 WRC                   | 01:20.0        | 92,7    |        | Sébastien Loeb |
| Service Paviljonki 19:30 (45 Min.) |               |           |         |                               |                             |                                  |                |         |        | Sébastien Loeb |
| Tag 3 (2. Aug.)                    |               |           |         |                               |                             |                                  |                |         |        | Sébastien Loeb |
| Service Paviljonki 05:00 (15 Min.) |               |           |         |                               |                             |                                  |                |         |        | Sébastien Loeb |
| WP12                               | Himos         | 15,35 km  | 06:13   | Mikko Hirvonen                | Jarmo Lehtinen              | Ford Focus RS WRC                | 08:37.3        | 106,8   |        | Sébastien Loeb |
| WP13                               | Hirvimaki     | 10,67 km  | 07:09   | Sébastien Loeb                | Daniel Elena                | Citroën C4 WRC                   | 05:47.7        | 110,5   |        | Sébastien Loeb |
| WP14                               | Surkee 1      | 14,80 km  | 07:34   | Sébastien Loeb                | Daniel Elena                | Citroën C4 WRC                   | 08:03.4        | 110,2   |        | Sébastien Loeb |
| Service Paviljonki 09:33 (30 Min.) |               |           |         |                               |                             |                                  |                |         |        | Sébastien Loeb |
| WP15                               | Leustu        | 21,43 km  | 09:46   | Mikko Hirvonen                | Jarmo Lehtinen              | Ford Focus RS WRC                | 10:12.4        | 126,0   |        | Sébastien Loeb |
| WP16                               | Kakaristo 1   | 20,09 km  | 10:45   | Jari-Matti Latvala            | Miikka Antilla              | Ford Focus RS WRC                | 10:43.2        | 112,4   |        | Sébastien Loeb |
| WP17                               | Kaipolanvuori | 13,64 km  | 11:26   | Jari-Matti Larvala            | Miikka Antilla              | Ford Focus RS WRC                | 07:06.6        | 115,1   |        | Sébastien Loeb |
| WP18                               | Surkee 2      | 14,80 km  | 12:31   | Sébastien Loeb                | Daniel Elena                | Citroën C4 WRC                   | 07:55.9        | 112,0   |        | Sébastien Loeb |
| Service Paviljonki 13:30 (30 Min.) |               |           |         |                               |                             |                                  |                |         |        | Sébastien Loeb |
| WP19                               | Kakaristo 2   | 20,09 km  | 15:13   | Mikko Hirvonen                | Jarmo Lehtinen              | Ford Focus RS WRC                | 10:34.7        | 113,0   |        | Sébastien Loeb |
| WP20                               | Juupajoki     | 21,13 km  | 16:03   | Jari-Matti Latvala            | Miikka Antilla              | Ford Focus RS WRC                | 10:57.4        | 115,7   |        | Sébastien Loeb |
| WP21                               | Vaarinmaja    | 16,25 km  | 16:56   | Sébastien Loeb                | Daniel Elena                | Citroën C4 WRC                   | 08:22.5        | 116,4   |        | Sébastien Loeb |
| Service Paviljonki 18:51 (45 Min.) |               |           |         |                               |                             |                                  |                |         |        | Sébastien Loeb |
| Tag 4 (3. Aug.)                    |               |           |         |                               |                             |                                  |                |         |        | Sébastien Loeb |
| Service Paviljonki 07:20 (15 Min.) |               |           |         |                               |                             |                                  |                |         |        | Sébastien Loeb |
| WP22                               | Lankamaa      | 23,09 km  | 08:38   | Mikko Hirvonen Sébastien Loeb | Jarmo Lehtinen Daniel Elena | Ford Focus RS WRC Citroën C4 WRC | 11:11.0        | 123,9   |        | Sébastien Loeb |
| WP23                               | Hannula       | 10,92 km  | 09:44   | Jari-Matti Latvala            | Miikka Antilla              | Ford Focus RS WRC                | 05:43.8        | 114,3   |        | Sébastien Loeb |
| WP24                               | Ruuhimaki     | 6,46 km   | 11:02   | Petter Solberg                | Phillip Mills               | Subaru Impreza WRC               | 03:12.9        | 120,6   |        | Sébastien Loeb |

Quelle:

### Gewinner Wertungsprüfungen
| WP                            | Anzahl | Fahrer             | Auto               |
| ----------------------------- | ------ | ------------------ | ------------------ |
| 1–7, 9–11, 13, 14, 18, 21, 22 | 15     | Sébastien Loeb     | Citroën C4 WRC     |
| 2, 6, 8, 12, 15, 19, 22       | 7      | Mikko Hirvonen     | Ford Focus RS WRC  |
| 16, 17, 20, 23                | 4      | Jari-Matti Latvala | Ford Focus RS WRC  |
| 24                            | 1      | Petter Solberg     | Subaru Impreza WRC |

### Fahrer-WM nach der Rallye
| Pos. | Fahrer             | Punkte |
| ---- | ------------------ | ------ |
| 1    | Mikko Hirvonen     | 67     |
| 2    | Sébastien Loeb     | 66     |
| 3    | Chris Atkinson     | 37     |
| 4    | Dani Sordo         | 35     |
| 5    | Jari-Matti Latvala | 34     |

### Team-Weltmeisterschaft
| Pos. | Team        | Punkte |
| ---- | ----------- | ------ |
| 1    | Ford WRT    | 108    |
| 2    | Citroën WRT | 105    |
| 3    | Subaru WRT  | 62     |
| 4    | Stobart WRT | 45     |